# Гравитационный манёвр
Гравитацио́нный манёвр, реже пертурбацио́нный манёвр, — целенаправленное изменение траектории и скорости полёта космического аппарата под действием гравитационных полей небесных тел.
Впервые успешно осуществлён в 1959 году советской автоматической межпланетной станцией (АМС) Луна-3. Часто используется для разгона автоматических межпланетных станций, отправляемых к отдалённым объектам Солнечной системы и за её пределы, с целью экономии топлива и сокращения времени полёта. В таком применении известен также под названием «гравитационная праща» (от англ. gravitational slingshot). Может использоваться и для замедления космического аппарата, а в некоторых случаях наиболее важное значение имеет изменение направления его движения. Наиболее эффективны гравитационные манёвры у планет-гигантов, но нередко используются манёвры у Венеры, Земли, Марса и даже Луны.

## Принцип совершения манёвра
Гравитационный манёвр подразумевает сближение совершающего орбитальный космический полёт аппарата с достаточно массивным небесным телом (планетой или спутником планеты), обращающимся вокруг того же центра масс (звезды или планеты, соответственно). Например, в окрестностях Земли можно выполнить гравитационный манёвр путём сближения с Луной, а при полётах в пределах Солнечной системы возможны гравитационные манёвры около обращающихся вокруг Солнца планет.

Схема гравитационного манёвра: 1) треугольник скоростей при входе, 2) треугольник скоростей при выходе, 3) ∆V — изменение гелиоцентрической скорости в результате гравитационного манёвра.

В упрощённом представлении гравитационный манёвр около одной из планет Солнечной системы выглядит следующим образом: космический аппарат входит в сферу действия планеты, имея скорость vвх относительно планеты. Эта скорость определяется разностью скоростей движения аппарата Vвх и планеты Vпл относительно Солнца (см. треугольник 1 на иллюстрации). В планетоцентрической системе координат космический аппарат совершает облёт планеты по гиперболической траектории и со скоростью vвых покидает её сферу действия. При этом скорости vвх и vвых равны по модулю, но имеют разное направление, отличающееся на угол φ. После выхода аппарата из сферы действия планеты, его гелиоцентрическая скорость Vвых является суммой скоростей Vпл и vвых (см. треугольник 2). Обозначенная как ΔV разность скоростей Vвых и Vвх (см. фигуру 3) называется приращением скорости и является результатом гравитационного манёвра.
Приращение скорости зависит от относительной скорости сближения vвх, массы планеты и прицельной дальности b — чем ближе к планете пройдёт траектория космического аппарата, тем больше будет угол отклонения φ и значительнее приращение скорости. Минимальное расстояние ограничено необходимостью избегать контакта космического аппарата с планетой (включая её атмосферу, при наличии таковой). Таким образом около одного и того же небесного тела приращение скорости может существенно отличаться в зависимости от скорости и траектории космического аппарата.
Из законов небесной механики следует, что наибольшее возможное приращение скорости достигается при vвх равной круговой орбитальной скорости в точке наибольшего сближения с планетой. Угол отклонения φ при этом получается равным 60°. Максимально возможный модуль вектора приращения скорости (в км/с) при совершении гравитационных манёвров около некоторых планет Солнечной системы представлен в таблице:
| Меркурий | Венера | Земля | Луна  | Марс  | Юпитер | Сатурн | Уран  | Нептун |
| 3,005    | 7,328  | 7,910 | 1,680 | 3,555 | 42,73  | 25,62  | 15,18 | 16,73  |

На практике достижимое приращение скорости зависит от цели совершаемого манёвра.

## Роль гравитационных манёвров в исследовании космического пространства
До практического освоения гравитационных манёвров исследование большей части Солнечной системы оставалось проблематичным. Скорость отлёта от Земли, достижимая с помощью химических ракет, позволяла совершать перелёты с выходом на орбиту искусственного спутника планеты назначения только до ближайших к Земле планет: Венеры и Марса. Для Меркурия, Юпитера и Сатурна было теоретически возможно лишь кратковременное посещение окрестностей планеты. Исследования более отдалённых регионов Солнечной системы и выход за её пределы с помощью химических ракет считались невозможными или непрактичными из-за слишком большого времени перелёта по энергоэффективным эллиптическим (гомановским) траекториям. Таким образом, исследование отдалённых от Земли регионов Солнечной системы в конце 50-х — начале 60-х годов XX века представлялось учёным задачей отдалённого будущего, требующей вначале разработки более эффективных реактивных двигателей (например, ядерных или электрических).
Гравитационный манёвр около движущегося по орбите массивного небесного тела — планеты или крупного естественного спутника планеты — позволяет изменить кинетическую энергию космического аппарата без затрат топлива. Фактически, речь идёт о перераспределении кинетической энергии небесного тела и космического аппарата. Насколько изменяется кинетическая энергия аппарата, настолько же изменяется в обратную сторону кинетическая энергия движения небесного тела по его орбите. Поскольку масса искусственного космического аппарата исчезающе мала в сравнении с массой любого пригодного для гравитационного манёвра небесного тела (включая спутники планет), изменение орбиты этого тела оказывается пренебрежимо малым. Таким образом, гравитационный манёвр является «бесплатным» и эффективным способом разгона, торможения или изменения направления движения космических аппаратов в целях исследования всей Солнечной системы и выхода за её пределы при существующих ракетных технологиях.

## История
Уже сотни лет назад астрономам были известны изменения траекторий и кинетической энергии комет при сближениях их с массивными телами, например, с Юпитером. Идея о целенаправленном использовании притяжения крупных небесных тел для изменения направления и скорости полёта космических аппаратов выдвигалась в XX веке различными авторами, зачастую независимо друг от друга.
В 1938 году один из основоположников космонавтики Ю. В. Кондратюк передал историку авиации Б. Н. Воробьёву рукопись «Тем кто будет читать, чтобы строить». В ней высказывается идея об использовании при межпланетном перелёте тяготения спутников планет для дополнительного ускорения космического аппарата в начале и замедления его в конце пути. Сам Кондратюк датировал рукопись 1918—19 годами, но по мнению Т. М. Мелькумова эта датировка сомнительна.
Ф. А. Цандер подробно описал принципы изменения направления и скорости космического аппарата при облёте планет и их спутников в статье «Полёты на другие планеты (теория межпланетных путешествий)», датируемой 1924—25 годами и опубликованной в 1961 году.
С 1930-х годов гравитационные манёвры стали встречаться в научной фантастике. Одним из примеров является рассказ Лестера дель Рея «Habit», впервые изданный в 1939 году. Герой рассказа выигрывает космическую гонку, использовав притяжение Юпитера для разворота своего корабля без потери скорости.
В 1954 году член Британского межпланетного общества математик Дерек Лауден отметил, что ряд авторов предлагает уменьшать расход горючего при полётах на другие планеты с помощью притяжения различных тел Солнечной системы, но методы расчёта подобных манёвров недостаточно изучены.
В 1956 году на седьмом Международном конгрессе астронавтики итальянский учёный Гаэтано Крокко предложил план беспосадочного пилотируемого полёта по траектории Земля — Марс — Венера — Земля, рассчитанной таким образом, чтобы отклонение космического корабля притяжением Венеры компенсировало отклонение, внесённое притяжением Марса при облёте его на небольшой дистанции. План полёта предусматривал только один разгон космического корабля реактивным двигателем, а время в пути составляло ровно год, что выгодно отличало его от полёта к Марсу по гомановским траекториям. Он получил известность как «Большое путешествие Крокко».
В 1957 году аспирант Отделения прикладной математики Математического института имени В. А. Стеклова АН СССР (ОПМ МИАН) В. А. Егоров опубликовал статью «О некоторых задачах динамики полёта к Луне», которая получила мировое признание. В состав этой работы входило исследование гравитационных манёвров около Луны для разгона или торможения космического аппарата. Выводы Егорова оказались близкими к выводам Цандера.
На практике гравитационный манёвр был впервые осуществлён в 1959 году советской космической станцией «Луна-3», которая сделала снимки обратной стороны Луны. Изменение орбиты аппарата под действием притяжения Луны было рассчитано так, чтобы траектория его возвращения к Земле пролегала над Северным полушарием, в котором были сосредоточены советские наблюдательные станции. Расчёт манёвра основывался на исследовании ОПМ МИАН под руководством М. В. Келдыша, в котором использовались результаты работы Егорова.
В 1961 году вопрос использования гравитационных манёвров в межпланетных полётах начал изучать аспирант Калифорнийского университета в Лос-Анджелесе Майкл Минович, проходивший интернатуру в Лаборатории реактивного движения (JPL) NASA. Для численного решения задачи трёх тел он использовал компьютер IBM 7090 с рекордным на то время быстродействием. В 1963 году он опубликовал работу «The Determination and Characteristics of Ballistic Interplanetary Trajectories Under the Influence of Multiple Planetary Attractions», в которой рассматривалось использование гравитационных манёвров в межпланетных полётах, в том числе неоднократно в ходе одной миссии.
Исследования Миновича не получили немедленного признания коллег по JPL. Его программа и результаты вычислений не были использованы непосредственно, но в 1964 году они послужили поводом для исследования практической возможности полёта к Меркурию с использованием гравитационного манёвра у Венеры. В том же году они привлекли внимание другого интерна JPL, Гэри Флэндро, изучавшего возможность использования гравитационных манёвров для экономии горючего и времени при осуществлении полётов автоматических зондов к внешним планетам Солнечной системы. До знакомства с работой Миновича он опирался на труды Гомана и Крокко, а также на изданную в 1962 году книгу Эрике Краффта «Space Flight», в которую входило описание концепции гравитационных манёвров.
Флэндро приступил к самостоятельным расчётам «реалистичных профилей миссий», которые позволили бы использовать гравитационный манёвр около Юпитера для достижения отдалённых планет при известных значениях полезной нагрузки и гарантированного времени работы космического аппарата. Рассчитывая «окна запуска» он независимо от Миновича обнаружил, что в начале 1980-х годов будет иметь место возможность облёта Юпитера, Сатурна, Урана и Нептуна одним аппаратом, благодаря редкому (один раз в 176 лет) сближению этих планет на орбитах. Чтобы воспользоваться данной возможностью, космический аппарат должен был стартовать с Земли в конце 1970-х. Флэндро представил результаты своих исследований во внутреннем издании JPL в 1965 году, а в 1966 опубликовал статью «Fast Reconnaissance Missions to the Outer Solar System Utilizing Energy Derived from the Gravitational Field of Jupiter».
В 1965 году, во время совместной работы со Стэнли Кубриком над фильмом «2001: A Space Odyssey», английский писатель-фантаст Артур Кларк предложил изобразить гравитационный манёвр космического корабля «Дискавери-1» в поле тяготения Юпитера как средство достичь Сатурна. Эта идея не была реализована в кинофильме из-за сложности спецэффектов, необходимых для реалистичного изображения Сатурна, но вошла в одноимённый роман Кларка, изданный в 1968 году.
В 1969 году NASA был разработан проект масштабной космической программы по исследованию внешних планет. В основу проекта легли наработки Флэндро, а название «Grand Tour» было позаимствовано у Крокко. Из-за высокой стоимости проект был реализован лишь частично в 1977 году в виде космической программы «Вояджер». Но ещё до запуска «Вояджеров» гравитационный манёвр торможения в поле тяготения Венеры для достижения Меркурия был успешно осуществлён в миссии «Маринер-10», стартовавшей в 1973 году.
В дальнейшем гравитационные манёвры широко использовались в межпланетных миссиях различных космических агентств.

## Сочетание с эффектом Оберта
Под гравитационным манёвром иногда понимается комбинированный способ ускорения космических аппаратов с использованием «эффекта Оберта». Суть данного способа заключается в том, что при выполнении гравитационного манёвра аппарат включает двигатель в окрестностях перицентра огибающей планету траектории, чтобы с максимальной эффективностью использовать энергию топлива для повышения кинетической энергии аппарата.

## Примеры использования

Траектория «Луны-3» и гравитационный манёвр

Межпланетная траектория зонда «Кассини»

Гравитационный манёвр впервые был успешно осуществлён в 1959 году автоматической межпланетной станцией (АМС) Луна-3. С тех пор гравитационные манёвры широко используются в межпланетных полётах. Например, в 1974 году гравитационный манёвр использовала АМС Маринер-10 — было произведено сближение с Венерой, после которого аппарат направился к Меркурию.
АМС Вояджер-1 и Вояджер-2 использовали гравитационные манёвры у Юпитера и Сатурна, благодаря чему приобрели рекордные скорости отлёта из Солнечной системы. Запущенная в 2006 году АМС Новые горизонты совершила только один гравитационный манёвр около Юпитера, в результате чего проигрывает Вояджерам в скорости отлёта, несмотря на более высокую стартовую скорость.
Сложную комбинацию гравитационных манёвров использовали АМС Кассини (для разгона аппарат использовал гравитационное поле трёх планет — Венеры (дважды), Земли и Юпитера) и Розетта (четыре гравитационных манёвра около Земли и Марса).
В 1998 году для потерпевшего аварию на этапе выведения спутника связи PAS-22 была разработана и реализована программа полёта, в которой благодаря двум гравитационным манёврам около Луны удалось с ограниченным запасом топлива перевести спутник с незапланированной вытянутой эллиптической геопереходной орбиты на геосинхронную орбиту с параметрами, пригодными для коммерческой эксплуатации. Теорию перехода на геостационарную орбиту с использованием лунного поля тяготения ранее разработали в Институте прикладной математики им. М. В. Келдыша РАН. Именно эти исследования легли в основу программы спасения спутника.

### Комментарии
1. ↑  Данное описание не учитывает действие на космический аппарат тяготения иных тел кроме планеты, изменение направления движения планеты за время выполнения манёвра[2] и другие усложняющие факторы.
2. ↑  Сфера действия планеты — условная область, в которой траекторию космического аппарата можно рассматривать как кеплеровскую орбиту вокруг этой планеты[3].
3. ↑  Здесь и далее имеются в виду векторные разности и суммы скоростей.
4. ↑  Следует понимать, что приращение скорости в результате гравитационного манёвра является векторной величиной и само по себе не означает разгона или торможения космического аппарата. Изменение модуля гелиоцентрической скорости аппарата в результате манёвра зависит не только от величины приращения скорости, но и от его направления относительно исходной скорости движения[4].
5. ↑  Прицельной дальностью в космической механике называется расстояние между асимптотой гиперболической траектории облёта планеты и её фокусом, совпадающим с центром планеты[5].
6. ↑  Например, изменение скорости Юпитера, за счёт которого «Вояджер» получил дополнительный разгон более чем на 64 000 км/ч, составляет 0,2 мм/млрд лет[8].
7. ↑  Т. М. Мелькумов — автор вступительной статьи сборника «Пионеры ракетной техники», в котором впервые опубликована рукопись Кондратюка «Тем кто будет читать, чтобы строить»[12].